# Colepiocephale lambei
 Colepiocephale lambei (“cabeza de nudillos de Lambe”) es la única especie conocida del género extinto Colepiocephale de dinosaurio marginocéfalo, paquicefalosáurido, que vivió a finales del período Cretácico, hace aproximadamente 83 millones de años, en el Campaniense, en lo que es hoy Norteamérica. Sus fósiles se encontraron en la región de Alberta, Canadá. Originalmente fue descrito como Stegoceras lambei y posteriormente renombrado por Sullivan en 2003. Fue encontrado en los sedimentos de la Formación Foresmot. Colepiocephale lambei es un paquicefalosáurido con cabeza en cúpula caracterizado principalmente por la falta de la parte lateral del occipital y el borde posterior del escamoso, y la presencia de dos incipientes nodos debajo del borde posterior del margen parieto-escamoso. Tiene la distinción de ser considerado como el más antiguo miembro de la familia Pachycephalosauridae, encontrándose a mediados del Campaniano, todos los demás miembros de esta pertenecen al Maastrichtiense o a finales del Campaniano.

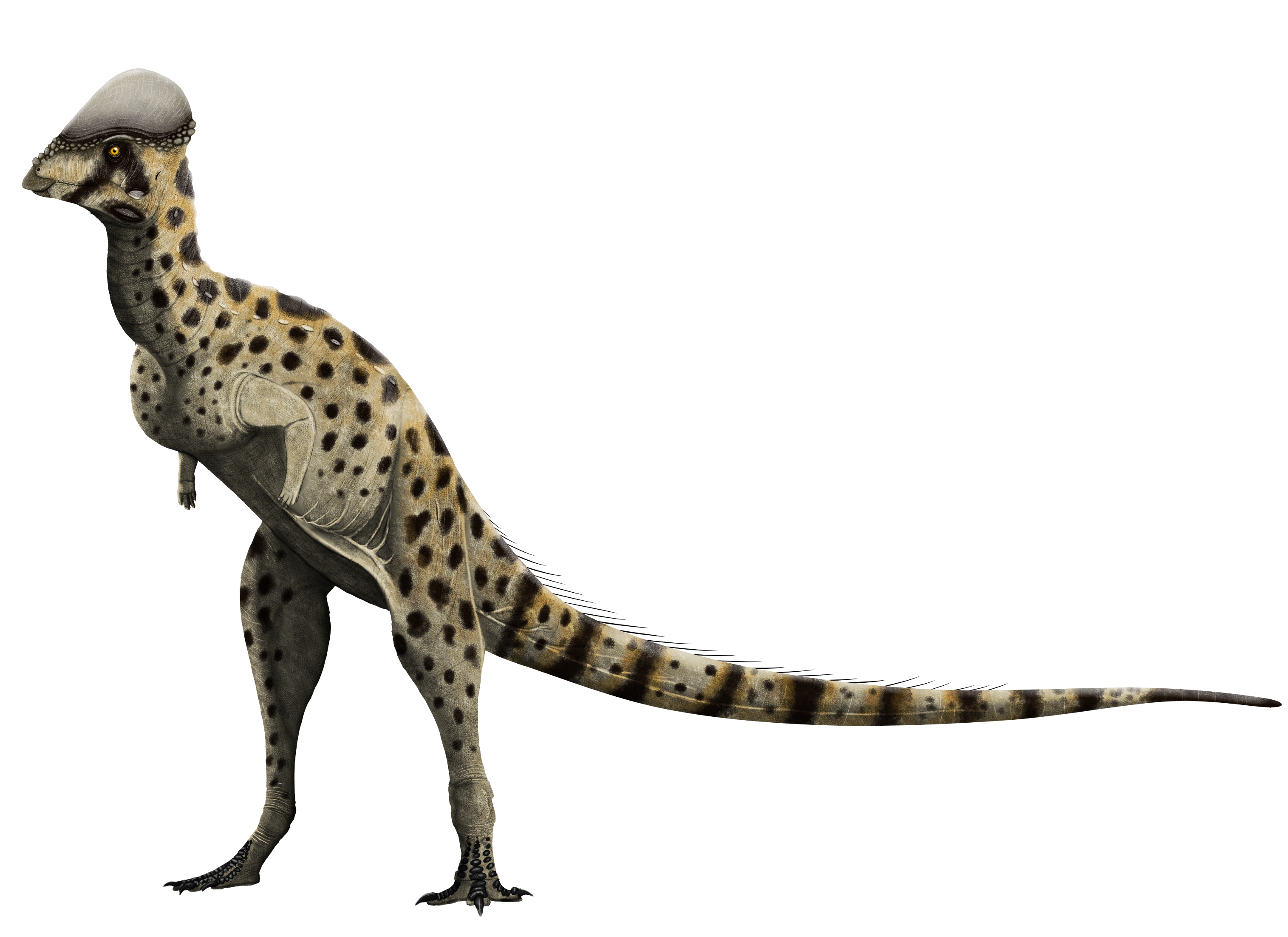
Recreación en vida